# Eumig
La firme Eumig (EUMIG) est un ancien fabricant autrichien de matériel audio et cinématographique de renommée mondiale fondée à Vienne en 1919 et disparue en 1982. La marque a été rachetée en 1989, menant à la création de Eumig industrie-tv GmbH.

## Historique
Le nom d'Eumig est composé des initiales de Elektrizitäts- und Metallwaren-Industrie-Gesellschaft.
À ses débuts, l'entreprise produit principalement des briquets et des composants électriques. En 1924, Eumig commence à produire des postes de radio et des enregistreurs (ce qui continuera jusqu'en 1962) et, à partir des années 1930, du matériel de cinéma pour amateurs aux formats successifs de 9,5 mm, 8 mm, 16 mm et enfin Super 8. Au fil des années, elle parvient à couvrir une gamme complète de caméras, projecteurs et accessoires. 
La société s'est distinguée par de nombreuses innovations ; ainsi, en 1935, elle proposait déjà la C2, première caméra au monde « semi-automatique » (c'est-à-dire avec un posemètre couplé au diaphragme). En 1937, la C4, première caméra au monde à moteur électrique n'était pas moins remarquable.
Finalement, Eumig a su bénéficier de ses expériences complémentaires (technique audio et technique cinématographique) pour sortir le film d'amateur du muet et pour produire pendant plus de vingt années des caméras et des projecteurs sonores. En 1970, EUMIG acquiert la division Bolex de la prestigieuse marque suisse Paillard.
En 1975, Eumig était devenu le plus grand fabricant de projecteurs de cinéma dans le monde, produisant 500 000 projecteurs par an et employant 5 000 salariés.
Eumig a dû cesser ses activités en 1982, trois ans après l'échec du système de cinéma instantané Polavision dans lequel la marque avait suivi Polaroid, et alors que la vidéo commence à s'implanter dans le grand public.
En 1989, la société allemande Rothenberger GmbH a acquis les droits d'utilisation de la marque pour la production de caméras et de systèmes audio et vidéo, créant Eumig industrie-tv GmbH.
Le musée Eumig, situé à Wiener Neudorf, près de Vienne, présente l'histoire et les produits de la marque. Bolex possède de nombreuses pièces de rechange des appareils Eumig et assure encore l'entretien et la réparation des appareils de cette marque.

## Galerie

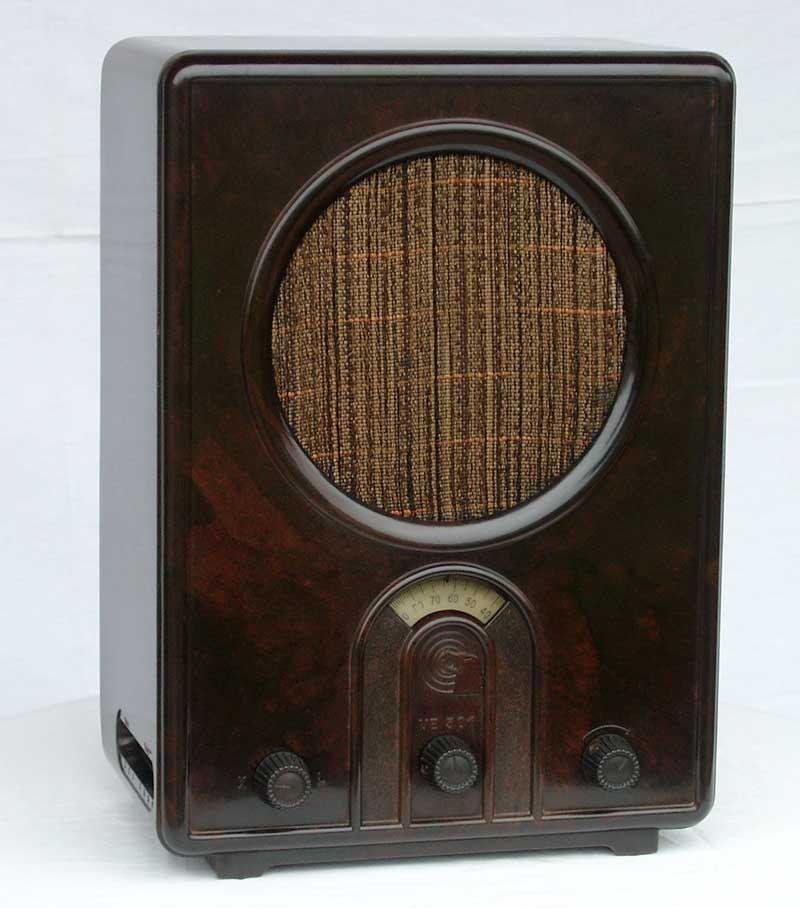
Radio Volksempfänger VE301W de 1933
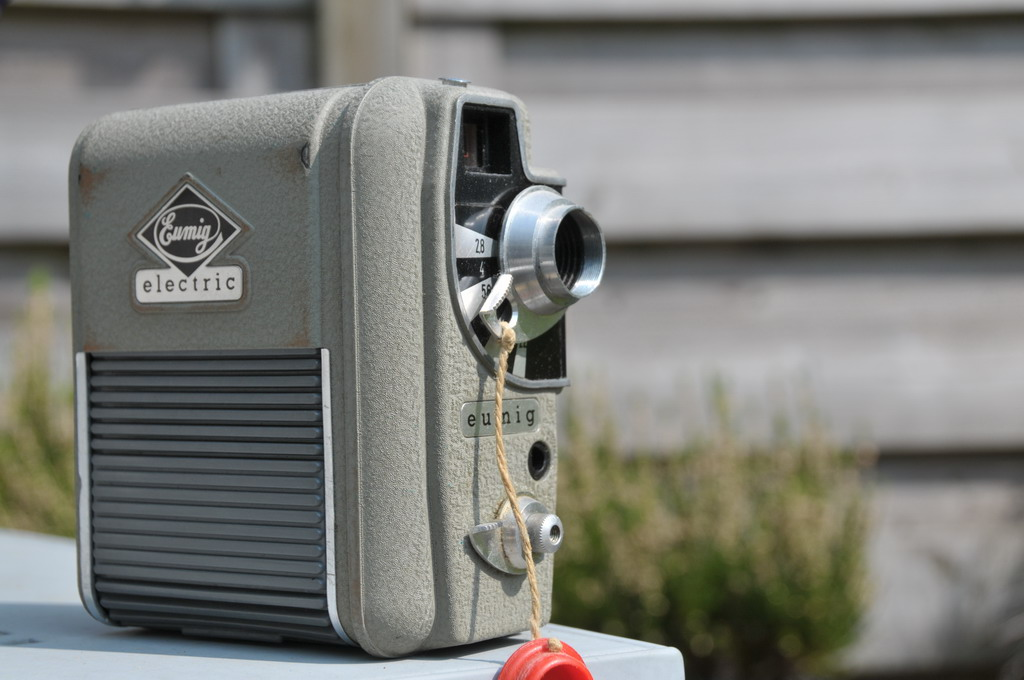
Une caméra Electric 8 mm de 1955
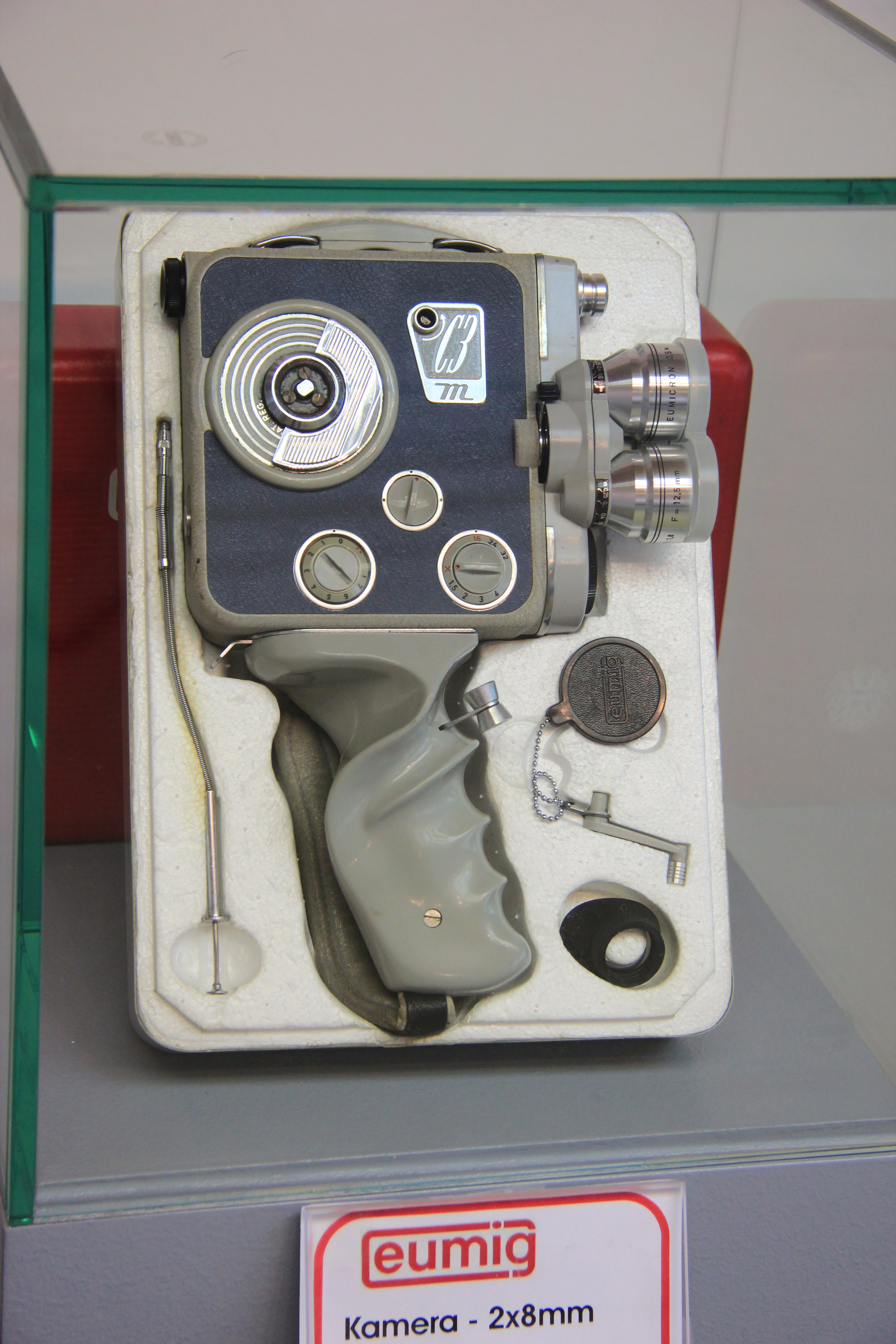
Caméra C3M
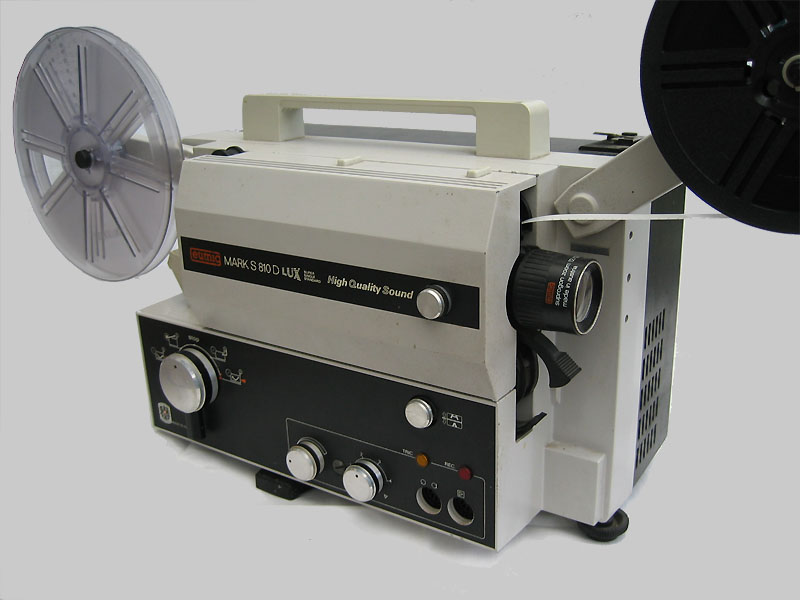
Projecteur sonore Super 8 Mark S810